# A Joy Ride
A Joy Ride est un court métrage d'animation américain réalisé par Grim Natwick, sorti en 1922. Il fait partie de la série Judge Rummy (en).

## Fiche technique
- Titre : A Joy Ride
- Réalisateur et animateur : Grim Natwick
- Production : John Randolph Bray
- Pays d'origine :  États-Unis
- Genre : animation
- Durée : 3 min
- Date de sortie :
  - États-Unis : 18 juin 1922